# Nagelkorrekturspange

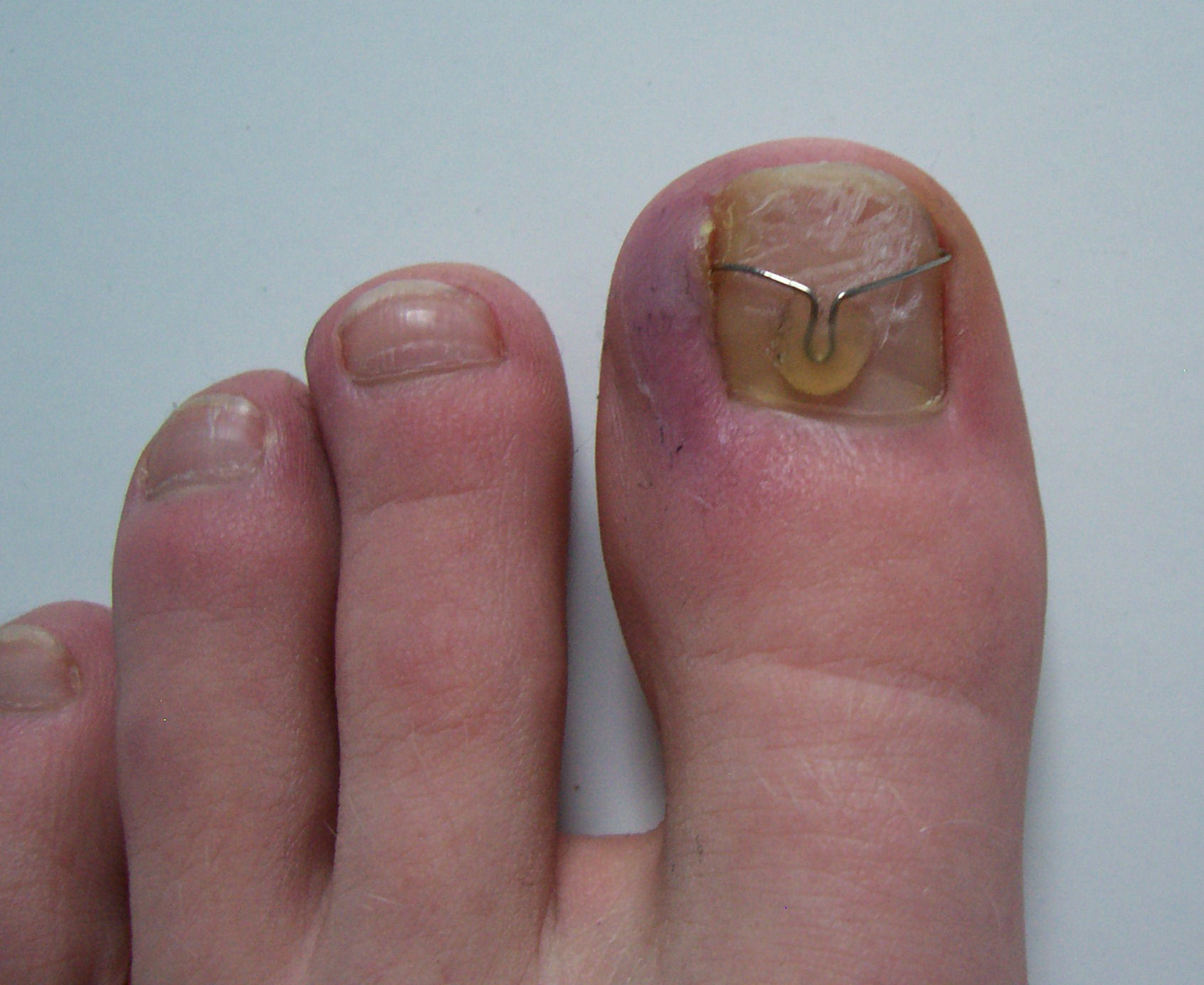
Nagelkorrekturspange an einem Zehennagel, welcher vorher eingewachsen war

Eine Nagelkorrekturspange, auch Orthonyxiespange oder einfach Nagelspange, ist eine medizinische Apparatur, mit der Fehlstellungen von Finger- bzw. Fußnägeln korrigiert werden, um das Einwachsen der Nägel zu verhindern. Die Behandlung erfolgt meist durch einen Podologen, einen geschulten Fußpfleger oder den Hausarzt. Letzterer kann die Nagelspange auch verordnen. Operationen wie beispielsweise eine Nagelkeilexzision können so manchmal vermieden werden.
Die Nagelkorrekturspange kann aus Stahldraht oder auch aus Kunststoff bestehen. Man unterscheidet derzeit ca. 15 verschiedene Typen.
Die Spange selbst wird hierbei beidseits in den Nagelfalz eingebracht und in der Nagelmitte fixiert. Dauer der Behandlung variiert nach Schweregrad und liegt im Mittel etwa bei sechs Monaten. Während dieser Zeit wird die Spange je nach Nagelwachstum ohne großen Aufwand versetzt. Der Nagel wird während seines Wachstums also an beiden Seiten über dem Nagelfalz gehalten. Ein erneutes Einwachsen wird so verhindert. Die Spange stellt keinerlei Behinderung für Sport (auch Schwimmen) etc. dar.
Das erste bekannte Patent stammt von Edward E. Stedman, 1873, Ohio (USA).

## Behandlungskosten
Behandlung mit der Nagelkorrekturspange sind nicht im Hilfsmittelkatalog beinhaltet. Das bedeutet, dass die Kostenübernahme einer solchen Behandlung immer noch eine Einzelfallentscheidung (ohne präjudizierende Wirkung) der jeweiligen Krankenkasse darstellt. Die Kostenübernahme dieser Behandlung ist von Bundesland zu Bundesland recht unterschiedlich. Eine der großen Krankenkassen lehnt derzeit die Übernahme der Behandlungskosten vollständig ab und verweist ihre Versicherten auf die Operation. Bei anderen Krankenkassen beginnt die Kostenübernahme derzeit bei einem Drittel der Behandlungskosten (als Festpreis für die gesamte Behandlung) und geht über bis zur vollständigen Übernahme der Behandlungskosten.
Die Anlage einer Nagelkorrekturspange ist eine ärztliche Leistung. Das Landessozialgericht Berlin-Brandenburg entschied 2017 (Urteil L 9 KR 299/16), dass eine Krankenkasse auch die Behandlung durch einen nichtmedizinischen Leistungserbringer (hier medizinische Fußpflege) erstatten muss, falls kein geeigneter Arzt zu finden ist. Da die Kassenärztliche Vereinigung keinen geeigneten Arzt benennen konnte, wertete das LSG dies als einen „Systemmangel“. Das Bundessozialgericht (BSG) in Kassel hat dieses Urteil allerdings aufgehoben (AZ: B 1 KR 34/17 R).